# توماس وليم هوكينز جونيور
توماس وليم هوكينز جونيور (بالإنجليزية:  Thomas William Hawkins Jr.)‏ هو أستاذ جامعي ورياضياتي أمريكي، ولد في 10 يناير 1938 في فلاشينغ ‏ في الولايات المتحدة.